# Warrior Soul (album)
Pour les articles homonymes, voir Warrior Soul.
Albums de Doro
Fight
(2002) Fear No Evil
(2009)
Warrior Soul est le 9e album studio de Doro sorti le 28 mars 2006.

## Titres
1. You're My Family - 4:14 - (Pesch, Mörsch)
2. Haunted Heart - 5:14 - (Pesch, Scruggs)
3. Strangers Yesterday - 4:49 - (Pesch, Taylor)
4. Thunderspell - 4:39 - (Pesch, Lietz)
5. Warrior Soul - 4:44 - (Pesch, Scruggs)
6. Heaven I See - 4:37 - (Pesch, Scruggs)
7. Creep into My Brain - 3:56 - (Pesch, Dee, Taylor, Douglas, Palotai)
8. Above the Ashes - 4:16 - (Pesch, Scruggs)
9. My Majesty - 4:06 - (Pesch, Sickert, Vanscheidt)
10. In Liebe und Freundschaft - 3:35 - (Pesch, Lietz)
11. Ungerbrochen - 1:29 - (Pesch, Lietz)
12. Shine On - 8:23 - (Pesch, Taylor)

### Titre Bonus
1. Angel In Dark - 4:14 -
2. 1999 - 4:00 -

## Line-Up
- Doro Pesch: Chants
- Klaus Vanscheidt : Guitare
- Steve ‘Hef’ Häflinger: Guitare
- Oli Häller: Batterie
- Tim Husung: Batterie
- Thomi Imhof: Basse
- Chris Lietz: Guitare & Claviers
- Torsten Sickert: Guitare, Claviers & Basse